# Dihalna pot
Dihalne poti so cevasti del dihal, po katerih potuje vdihnjen zrak do pljučnih mešičkov in obratno.
Začnejo se z nosno in ustno votlino, iz katerih zrak po žrelu potuje v sapnik. Sapnik se razdeli v dve sapnici (bronhusa ali bronhija); razcepišče se nahaja v višini drugega prsnega vretenca. Sapnici se cepita v bronhiole; vsak bronhiol oskrbuje en pljučni reženj. V vsakem režnju se bronhioli razdelijo nadalje cepijo, na koncu v dihalne bronhiole, ki se zlivajo v pljučne mešičke.
Vrhnjica dihalnih poti vsebuje migetalke (cilije). V stenah se nahajajo eksokrine žleze, ki izločajo sluz. Delci, ki jih vdihnemo z zrakom, se prilepijo na sluz in se nato z migetalčnim gibanjem izločijo zopet iz dihal. Pri bolezni, imenovani cistična fibroza, je moteno izločanje te sluzi (okvarjeno je izločanje natrijevih in kloridnih ionov in nastaja zelo židka sluz, ki povzroča hude zaplete). V dihalnih poteh so prisotni tudi makrofagi (v pljučnih mešičkih se imenujejo prašnice), ki fagocitirajo tujke in bakterije ter preprečujejo okužbe.